# 우에다 히토미
우에다 히토미(일본어: 上田 瞳 うえだ ひとみ[*])는 ((1991)) 일본의 여성 성우이다. 교토부 출신이며 아오니 프로덕션 소속이다.

## 출연작

### TV 애니메이션
- 2015년
  - 원피스 - 여자 해병
  - 월드 트리거 - 각종 단역
- 2016년
  - 드래곤볼 슈퍼 - 토끼 요정 시민
  - 나츠메 우인장 5기 - 각종 단역
  - 괴도 조커 - 단역
  - 타이거 마스크 W - 장내 아나운서
  - 디지몬 유니버스 어플리 몬스터즈 - 아나운서
  - 내가 인기 있어서 어쩌자는 거야 - 심판
- 2017년
  - 명탐정 코난 - 코바시 노리오
  - 마루코는 아홉살 - 단역
  - 몬스터 헌터 스토리즈 RIDE ON - 단역
  - 복면계 노이즈 - 여학생
- 2018년
  - 우마무스메 프리티 더비 - 골드 쉽
  - 교토 테라마치 산죠의 홈즈 - 오오이시 쿠미, 점원
  - 마메네코 - 단역
  - Fate/EXTRA Last Encore - 여자 경찰
  - 츠루네 - 여학생
- 2019년
  - 소드 아트 온라인 앨리시제이션: War of Underworld - 지로
  - 마법소녀 특수전 아스카 - 레이라
- 2020년
  - 우마욘 - 골드 쉽
  - 반요 야샤히메 - 교쿠토
  - 전익의 시그드리파 - 레일리 하루티아
  - 어쨌든 귀여워 - 허니 윈스턴 점원
- 2021년
  - 우마무스메 프리티 더비 Season 2 - 골드 쉽
- 2022년
  - 괴인 개발부의 쿠로이츠 씨 - 사사키 메이
  - 녹을 먹는 비스코 - 유스케
  - 카미쿠즈☆아이돌 - 카센지키
  - 섀도 하우스 2nd Season - 리디아 / 리디
  - 후토탐정 - 자이젠 코요미

### 게임
- 마스터 오브 이터니티 - 오필리아
- 케모노 프렌즈 3 - 검은코뿔소
- 포켓몬 마스터즈 - 마슈
- 우마무스메 프리티 더비 - 골드 쉽
- 명일방주 - 애쉬락
- 카운터사이드 - 시노자키 호노카, 에블린 켈러
- 제노블레이드 크로니클스 3 - 단역